# Cottimo
Il termine cottimo indica una modalità di retribuzione del lavoro proporzionale o comunque specificamente riferita alla quantità di prodotto lavorato. Vale a dire che più si produce e più si viene retribuiti.

## Etimologia
Il primo a proporre un'etimologia alla parola "cottimo" è stato Napoleone Caix, che propose il latino quotumus, variante di quotus, pronome e aggettivo interrogativo usato quando nella risposta ci si attende un numero ordinale. Tuttavia questa proposta pare oggi poco convincente, dal momento che il termine latino si trova solamente due volte nella classicità, facendo escludere un derivato diretto della parola dal latino volgare.
Per questo motivo, lo studioso Giovanni Alessio è stato spinto a cercare un'altra soluzione, trovata nel greco bizantino. Il linguista trova nel Glossario latino emiliano di Pietro Sella la voce cottimum, che l'Alessio fa derivare dal greco κοττισμός, gioco di dadi, da intendersi nel senso di alea, derivato del verbo κοττίζω, giocare ai dadi. Questa soluzione non è così strampalata quanto potrebbe a prima vista sembrare.
Le prime attestazioni della parola "cottimo" arrivano quasi tutte dall'Umbria, a iniziare dagli statuti di Perugia del 1342, dove compaiono le forme "coctemo", "coctomo", "coptimo", "coptomo" e "cottomo". Numerose, anche se più tardive, sono anche le attestazioni nelle Marche, e ben presto il termine si propaga per tutta l'Italia centrale. In tutte le accezioni, la parola "cottimo" presenta tre valori fondamentali:
- locazione d'opera retribuita in base alla quantità di lavoro prodotta o stimata;
- locazione di un bene immobile, pagata su base forfettaria;
- appalto per la riscossione delle imposte.

Tutti questi valori sono collegati con la motivazione semantica proposta dall'Alessio, ovvero il rischio delle operazioni o dei contratti che presentano questa parola. Inoltre la provenienza dalla cosiddetta Pentapoli bizantina delle prime attestazioni fa propendere per dare ragione alla proposta di far derivare dal greco questa parola.
Dal punto di vista fonetico, ha difficoltà la caduta della sibilante interna, quando invece ci attenderemmo la sua conservazione, magari con l'introduzione immotivata di una vocale, come ad esempio in "battesimo" ← lat. baptismus ← gr. βαπτισμός (baptismòs). Abbiamo tuttavia una serie di parole derivanti dal greco che eliminano la s. Ad esempio:
- gr. πρεσβύτερος (presbyteros) → lat. presbyter → it. prete;
- gr. ποδισμός (podismòs) → lat. tar. podismus → it. ant. podimo (calmiere).

## Caratteristiche
Nell'industria manifatturiera, la lavorazione a cottimo può essere di tipo collettivo o individuale: il primo è attuato generalmente sulle linee di produzione a catena di montaggio di grandi elettrodomestici e degli autoveicoli; stabilito un numero minimo obbligatorio giornaliero o per turno, di unità da produrre, su quelle prodotte in più, viene dato un supplemento di retribuzione; il cottimo individuale è attuabile nel caso in cui la catena di montaggio del manufatto abbia vincoli meno rigidi nell'assemblaggio dello stesso, come nel caso di piccoli elettrodomestici o sottoinsiemi di macchine complesse; al fine di ottenere un incremento di retribuzione, un operaio può decidere di produrre a fine giornata qualche unità in più rispetto al minimo contrattato.
Il supplemento di retribuzione può non essere proporzionale al lavoro svolto in più; in alcuni casi viene introdotta la "curva del cottimo", che può essere così semplificata: stabilito che la retribuzione normale è cento, relativa a dieci pezzi prodotti giornalmente, quelli prodotti in più vengono retribuiti in proporzione a scalare e non linearmente, cioè in questo caso l'undicesimo pezzo incrementerà la retribuzione di nove, il dodicesimo di otto, il tredicesimo di sette e così via (incremento marginale decrescente). Queste due tipologie di cottimo erano ampiamente in vigore negli anni '60-'70 negli stabilimenti Olivetti.

## Tipologie
Il lavoro a cottimo può essere di due tipi:
- cottimo a tempo: si viene retribuiti in base al numero di ore effettuate;
- cottimo a misura: quando il reddito dipende dal numero di unità di pezzi prodotti in un arco di tempo definito come può essere un turno o una giornata.